# Kristdala distrikt
Kristdala distrikt är ett distrikt i Oskarshamns kommun och Kalmar län. 
Distriktet ligger i nordvästra delen av kommunen. 

## Tidigare administrativ tillhörighet
Distriktet inrättades 2016 och utgörs av en del av området som Oskarshamns stad omfattade till 1971, delen som före 1967 utgjorde Kristdala socken.
Området motsvarar den omfattning Kristdala församling hade vid årsskiftet 1999/2000.